# Comuna Costești, Buzău
Costești este o comună în județul Buzău, Muntenia, România, formată din satele Budișteni, Costești (reședința), Gomoești, Groșani, Pietrosu și Spătaru. Suprafața intregii comune este de 5710 ha, din care intravilan 361 ha și extravilan 5350 ha. Este o comună de mărime medie în cadrul județului Buzău (cca. 5.000 locuitori la începutul anilor 1990) și prin așezarea sa se încadrează în rețeaua de localități suburbane ale municipiului Buzău.

## Așezare
Comuna se află în sudul județului, în câmpia Buzăului, subdiviziune a Câmpiei Române, în vecinătatea sud-estică a municipiului Buzău, în zona sa suburbană. Ea este străbătută de șoseaua națională DN2, care leagă Buzăul de București. Din acest drum, pe teritoriul comunei, se mai ramifică două importante șosele naționale: la Costești, DN2C asigură legătura Buzăului cu Slobozia, iar la Spătaru se ramifică DN2B, drum care duce tot spre Buzău, dar trece prin sud-estul orașului și duce către Brăila. În afară de aceste drumuri naționale, la Costești se ramifică din DN2 și șoseaua județeană DJ203G, care duce la Stâlpu (unde se intersectează cu DN1B), Merei și stațiunea Sărata-Monteoru, Tisău și Măgura (unde se termină în DN10).

## Demografie
Componența etnică a comunei Costești
     Români (82,51%)
     Romi (9,17%)
     Alte etnii (0,11%)
     Necunoscută (8,21%)
Componența confesională a comunei Costești
     Ortodocși (90,74%)
     Alte religii (0,58%)
     Necunoscută (8,68%)
Conform recensământului efectuat în 2021, populația comunei Costești se ridică la 4.493 de locuitori, în scădere față de recensământul anterior din 2011, când fuseseră înregistrați 4.817 locuitori. Majoritatea locuitorilor sunt români (82,51%), cu o minoritate de romi (9,17%), iar pentru 8,21% nu se cunoaște apartenența etnică. Din punct de vedere confesional, majoritatea locuitorilor sunt ortodocși (90,74%), iar pentru 8,68% nu se cunoaște apartenența confesională.

## Politică și administrație
Comuna Costești este administrată de un primar și un consiliu local compus din 13 consilieri. Primarul, Nicolae Gioabă[*], de la Partidul Social Democrat, este în funcție din octombrie 2020. Începând cu alegerile locale din 2024, consiliul local are următoarea componență pe partide politice:
|  | Partid                          | Consilieri | Componența Consiliului | Componența Consiliului | Componența Consiliului | Componența Consiliului | Componența Consiliului | Componența Consiliului | Componența Consiliului | Componența Consiliului | Componența Consiliului |
|  | ------------------------------- | ---------- | ---------------------- | ---------------------- | ---------------------- | ---------------------- | ---------------------- | ---------------------- | ---------------------- | ---------------------- | ---------------------- |
|  | Partidul Social Democrat        | 9          |                        |                        |                        |                        |                        |                        |                        |                        |                        |
|  | Partidul Național Liberal       | 3          |                        |                        |                        |                        |                        |                        |                        |                        |                        |
|  | Alianța pentru Unirea Românilor | 1          |                        |                        |                        |                        |                        |                        |                        |                        |                        |

## Istorie
La sfârșitul secolului al XIX-lea, comuna era inclusă în plasa Câmpul din județul Buzău și era formată din satele Budești, Costești, Gomoești, Groșani și Pietrosu, cu o populație de 1520 de locuitori, ce trăiau în 369 de case. În comună funcționau 4 biserici și o școală cu 64 de elevi în satul de reședință. Până în 1925, comunei Costești i-a fost arondat și satul Spătaru, care până atunci făcuse parte din comuna Simileasca; astfel, comuna, aflată în plasa Glodeanurile din același județ, ajunsese la o populație de 2250 de locuitori.
La recensământul din 6 aprilie 1941, ordonat de guvernul generalului Ion Antonescu după prăbușirea României Mari, comuna număra 3669 suflete.
În 1950, comuna a fost arondată raionului Buzău din regiunea Buzău și apoi (după 1952) din regiunea Ploiești. În 1968, a revenit la județul Buzău, reînființat, în componența actuală.

## Monumente istorice
Două obiective de pe teritoriul comunei Costești au fost incluse în lista monumentelor istorice din județul Buzău, ambele ca situri arheologice de interes local. Unul este situl de la Costești, aflat în spatele morii de la extremitatea estică a satului, cuprinzând o necropolă din perioada Halstatt și o așezare medievală din secolele al XVI-lea–al XVIII-lea. Cel de al doilea se află în zona fostei ferme zootehnice din satul Pietrosu, cuprinzând trei așezări — una din neoliticul târziu (mileniile al V-la–al IV-lea î.e.n.), una aparținând culturii Monteoru (Epoca Bronzului, mileniile al III-lea–al II-lea î.e.n.) și o alta din epoca migrațiilor (secolul al IV-lea e.n.).